# Рубанщина
Рубанщина (рос. Рубанщина) — село в Суджанському районі Курської області Російської Федерації.
Населення становить 147 осіб. Входить до складу муніципального утворення Заолешенська сільрада.

## Історія
Село Рубанщина (Рубаки) - згадано ще о ~1760 року, хоча є привід вважати що село існувало і раніше і було маленьким містом з населеня до 2-3 тис людей.

### Заснування
Історія села починається після захвату або ж при’єднаня Слабожанщини до Російськох Імперії. Через велику відстань від Москви до Києва та Харкова, карети з великопосадвцями могли зупинятися на ніч щоб перепочити від дороги. На той час біля сучасної річкі Олешня були просторі лісі з рівнинами. Туди переселялися українськи козаки які рубали дерев, займали оброблянням дерва. Село збагачувало через оюдей які проіджали повз села. 

## Насел
| 2002 | 2010 |
| ---- | ---- |
| 162  | ↘147 |